# Maurelio di Imola
Maurelio di Imola (Forum Cornelii, ... – 542 circa) è stato un vescovo romano, proclamato santo dalla Chiesa cattolica.

## Vita e opere
Nacque a Forum Cornelii (oggi Imola). Visse nel VI secolo. Le notizie sulla sua vita sono molto frammentarie.
Fu nominato vescovo di Imola nella prima metà del VI secolo. In quel periodo l'Italia era in guerra con gli Ostrogoti, popolazione convertita al cristianesimo, ma che praticava il culto ariano. Maurelio subì il martirio dopo che gli Ostrogoti espugnarono le città di Forum Cornelii e Faventia.
Dopo la sua morte, Maurelio fu sepolto nell'antica cattedrale. Nel 1208 le sue reliquie furono traslate nel Duomo attuale insieme a quelle di San Proietto.

## Fonti storiche
Maurelio è menzionato per la prima volta in un documento imolese del 1155. In un altro documento del 1174 è attestato come episcopus, e nel 1208 come episcopus martyr. Solo dal XVI secolo è riconosciuto come vescovo di Imola.
Lanzoni solleva dubbi sulla storicità di san Maurelio o quantomeno sulla sua attribuzione alla sede imolese; infatti, secondo lo storico faentino, Maurelio di Imola e Maurelio di Voghenza potrebbero essere stati confusi con san Maurilio di Angers.
Secondo la tradizione subì il martirio poco dopo che gli Ostrogoti guidati da Totila espugnarono nel 541 le città di Forum Cornelii e Faenza.